# Базковський район
Базковський район Ростовської області — адміністративно-територіальна одиниця, що існувала в РРФСР у 1933—1956 роках.

## Історія
У 1933—1934 роках входив до Північної області Північнокавказького краю.
У 1934—1937 роках район входив до Північнодонський округ у складі Азово-Чорноморського краю.
13 вересня 1937 року Базковский район (з центром у хуторі Базки) увійшов до складу Ростовської області.
Указом Президії Верховної Ради СРСР від 6 січня 1954 року з Ростовської області була виділена Кам'янська область (з центром у м. Кам'янськ-Шахтинський). Територія Базковського району увійшла до складу Кам'янської області.
У 1956 році Базковський район було скасовано. Його територія увійшла до Вешенського району Ростовської області.